# رزها (ترانه د چینسموکرز)
«رزها» (به انگلیسی: Roses) ترانه‌ای از د چینسموکرز است.
این ترانه در چارت‌های کانادا، نروژ، استرالیا، نیوزلند، جزو ده ترانه اول قرار گرفت.